# Saqer Mohammed
Saqer Mohammed (Arabic:صقر محمد) (sinh ngày 22 tháng 5 năm 1991) là một cầu thủ bóng đá Các Tiểu vương quốc Ả Rập Thống nhất. Hiện tại anh thi đấu cho Al-Ain.